# Toro enmaromado

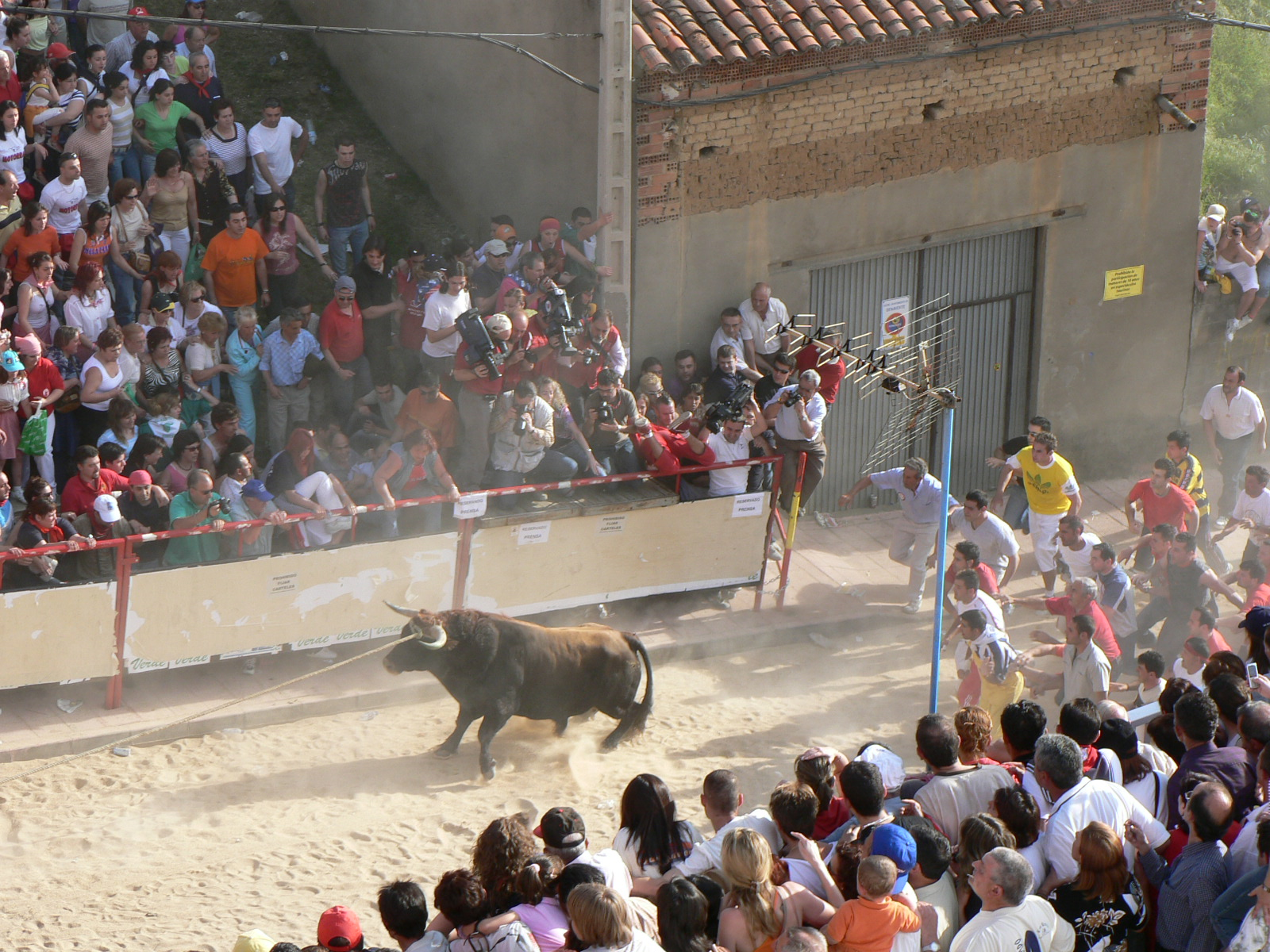
Vista del Toro Enmaromado del 2005.

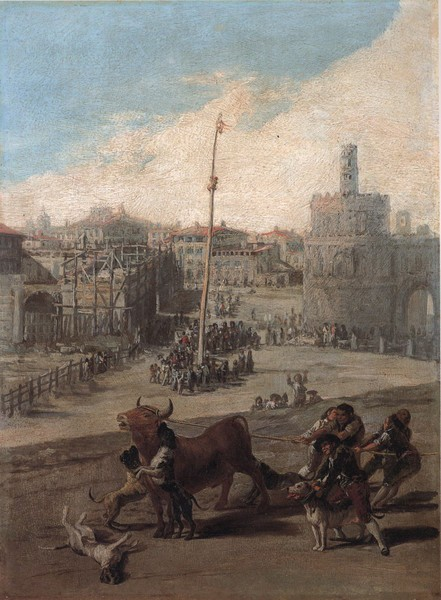
Toro Enmaromado por Francisco de Goya

El Toro Enmaromado es un festejo popular con reses de lidia que tiene lugar en la ciudad de Benavente (Zamora, España).
El "día grande" se celebra el miércoles anterior a la festividad de Corpus Christi, cuando se suelta un toro por las calles de la ciudad, atado por las astas con una maroma de normalmente 100 metros de longitud, a través de la cual se va guiando al animal por un recorrido previamente establecido y descansando en tres argollas predeterminadas. En este día, los mozos corren agarrados a una larga maroma sujeta a las astas del toro. La carrera del Toro Enmaromado" tiene lugar por un itinerario fijo que discurre por diversas calles de Benavente. En la tarde del miércoles el astado realiza su carrera desde el toril, precedida por el estruendo de tres cohetes o bombas que anuncian previamente el acontecimiento, poniendo con ello en aviso al público. Previamente en el nuevo Toril, en un mueco creado a medida para este festejo, se procede a colocarle una larga maroma asida a sus astas. Centenares de mozos agarrados a la maroma conducen al toro hasta el matadero donde es sacrificada la res al concluir su recorrido, como indica la normativa de festejos taurinos de Castilla y León.
Las fiestas duran una semana, e incluyen, como en otros puntos de la geografía española, diferentes festejos taurinos (encierros, becerradas de peñas, toros del alba, concurso de recortes, corridas de toros y el Toro Enmaromado), actos culturales, deportivos, gastronómincos, musicales y pirotécnicos, entre otros. Se considera la fiesta más importante de la localidad, aumentando considerablemente la población de Benavente durante su celebración.
El Toro Enmaromado ha sido declarado de interés turístico regional (1991) y también como festejo taurino tradicional (2000) por la Junta de Castilla y León. Además, también se ha declarado Espectáculo Taurino Tradicional a la variante denominada «Toritos del Alba», dentro del espectáculo taurino tradicional denominado Toro Enmaromado.
Su página web oficial es https://toroenmaromado.es/.

## Historia

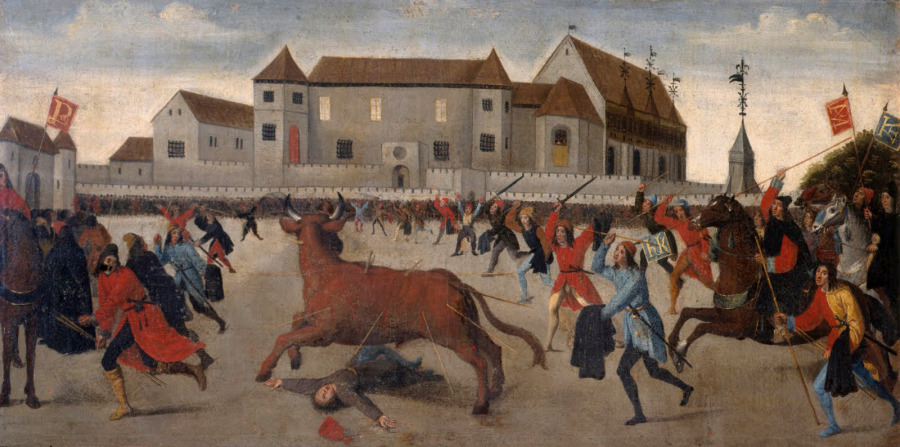
Cuadro atribuido al pintor flamenco Jacob van Laethem del séquito de Felipe el Hermoso, titulado Corrida de toros en Benavente, en honor de Felipe el Hermoso. Realizado en 1506.

El origen del festejo del Toro Enmaromado se sitúa en el contexto de la festividad del Corpus Christi, de cuya celebración en la villa se tienen datos ya en el siglo XV, suponiéndose por tanto un origen religioso a la celebración. Es en la segunda mitad del siglo XVII cuando se menciona por primera vez entre los actos de la denominada función del Corpus el correr una res con una maroma o ensogada o " buey enmaromado".
Posteriormente, a mediados del siglo XVIII el festejo aparece ya con la denominación de "toro enmaromado de la víspera del Corpus", y plenamente configurado. Desde entonces se viene efectuando periódicamente y de una forma casi exclusiva en las fiestas del Corpus Christi; tan solo en contadas ocasiones, para celebrar algún acontecimiento de júbilo general, se corrió un toro enmaromado al margen de esta celebración del Corpus. 
La tradición del Toro Enmaromado ha pasado por numerosos avatares históricos que interrumpieron la fiesta en algunos momentos, como durante la Guerra Civil. Salvo esos altibajos, se observa una continuidad en el festejo desde hace unos trescientos años. Durante el año 2020, a causa de la pandemia de COVID-19 se suspendió el festejo.

## Origen legendario
La leyenda relata como la condesa de Benavente sufrió la pérdida de un hijo en las astas de un toro de su ganadería. Mandó sacrificar la res y ordenó que se donara todos los años un ejemplar de su vacada para que, enmaromado, corriera por las calle de la villa en víspera del Corpus Christi.

## Peñas
Peñas oficiales:
- Peña Badenes
- Peña Garrafon
- Peña El Toril
- Peña La Argolla
- Peña La Maroma
- Peña Los Compadres
- Peña Malgrat
- Peña Paridón
- Peña Popeye
- Peña Te ayudo yo valiente?
- Peña Trevinca
- Peña San Isidro

## Asociaciones
- Gente del Toro de Benavente
- Asociación del Toro Enmaromado Benaventana
- Asociación Benéfico Taurina Cultural Peña La Fragua (registrada desde el 27 de julio de 2012)

## Festejos Taurinos
- Concurso de Recortes
- Becerrada de Peñas
- Encierros
- Toros de Cajón (Condes Duques)
- Toritos del Alba
- Toro Enmaromado

## Polémica
Asociaciones y colectivos animalistas han denunciado estas celebraciones por considerarlas una crueldad hacia el toro y una forma de tortura hacia los animales, además de considerarlas contrarias a lo dispuesto en la normativa de los festejos taurinos populares de Castilla y León. Los activistas han realizado en 2011 una concentración, de 30 personas, en la plaza Mayor de Benavente para exigir la eliminación del Toro Enmaromado.
Asociaciones y colectivos taurinos se han mostrado a favor de la fiesta en diversas manifestaciones
Más de 4000 personas han solicitado que el Toro Enmaromado sea declarado de interés turístico nacional